# United Biscuits
United Biscuits (UB) est une multinationale agroalimentaire d'origine britannique, propriétaire entre autres des marques BN, Verkade (en) ou McVitie's. Elle appartient au groupe turc Yıldız Holding depuis novembre 2014, par l'intermédiaire du groupe britannique Pladis depuis 2016.

## Histoire
United Biscuits est créée en 1948 par la fusion de McVitie&Price et de McFarlane Lang. Par la suite, l'entreprise élargit son portefeuille avec l'achat de Crawford's Biscuits et McDonald's Biscuits en 1960, KP Snacks (en) en 1968, Croky en 1972. En 1974, elle achète le fabricant américain de cookies Keebler Company. En 1988, prise de participation à hauteur de 60 % de United Biscuits China, suivie de 30 % supplémentaire en 1991. En 1990, rachat de Verkade, leader du marché hollandais du biscuit.
En 1997, UB et Frito-Lay, filiale de PepsiCo, s'échangent des activités : UB devient propriétaire de la Biscuiterie nantaise (BN) et revend les chips Croky avec l'usine de Furnes, ainsi que The Smith's Snackfood Company (en) en Australie. En 1998, acquisition de Delacre à Campbell Soup Company. 
En 2000, Finalrealm acquiert UB qui quitte la Bourse de Londres. Dès cette acquisition démarre une réduction du portefeuille de marque et des filiales avec de nombreuses cessions à Danone : UB Nordic, Denmark, Malaisie, Singapour, Hongrie, vente des marques Tuc, SAN. En 2004, le groupe rachète Jacob's Biscuits à Danone. 
En 2006, nouveaux changements, la branche UB Europe du Sud est cédée à Kraft Foods et le consortium formé par Blackstone Group et PAI partners rachète l'entièreté du groupe United Biscuits.
En 2012, l'activité d'aliments salés KP Snacks est vendue à l'entreprise allemande Intersnack.
En novembre 2014, Blackstone, PAI partners cèdent United Biscuits au groupe turc Yildiz Holding pour plus de 2,6 milliards d'euros.
En octobre 2016, le groupe Ferrero acquiert Delacre pour un montant non dévoilé.

## Sites
Bien que détenu par la holding agroalimentaire turque Yildiz, le siège social du groupe reste situé à Hayes dans le Middlesex au Royaume-Uni. United Biscuits dispose de nombreux sites à Liverpool, Manchester, Glasgow mais aussi en France avec la Biscuiterie Nantaise à Vertou, puis en Belgique et aux Pays-Bas. Le groupe exploite également une usine à Dehli en Inde, et une autre à Lagos au Nigéria.

## United Biscuits France
|                                        | 2014  | 2015  | 2016  | 2017  | 2018  | 2019 |
| -------------------------------------- | ----- | ----- | ----- | ----- | ----- | ---- |
| Chiffre d'affaires en millions d'euros | 177   | 181   | 170   | 160   | 104   |      |
| Résultat net en millions d'euros       | + 4,1 | + 6,9 | + 9,2 | - 1,4 | - 5,7 |      |
| Effectif moyen annuel                  | 429   | 439   | 432   | 407   | 370   |      |

## Les marques
Le groupe United Biscuits possède les marques :
- McVitie's, Jaffa Cakes, Jacob's (en) pour UB UK,
- BN, Verkade (en), Sultana pour UB North Europe.